# Simon Peter Tilman

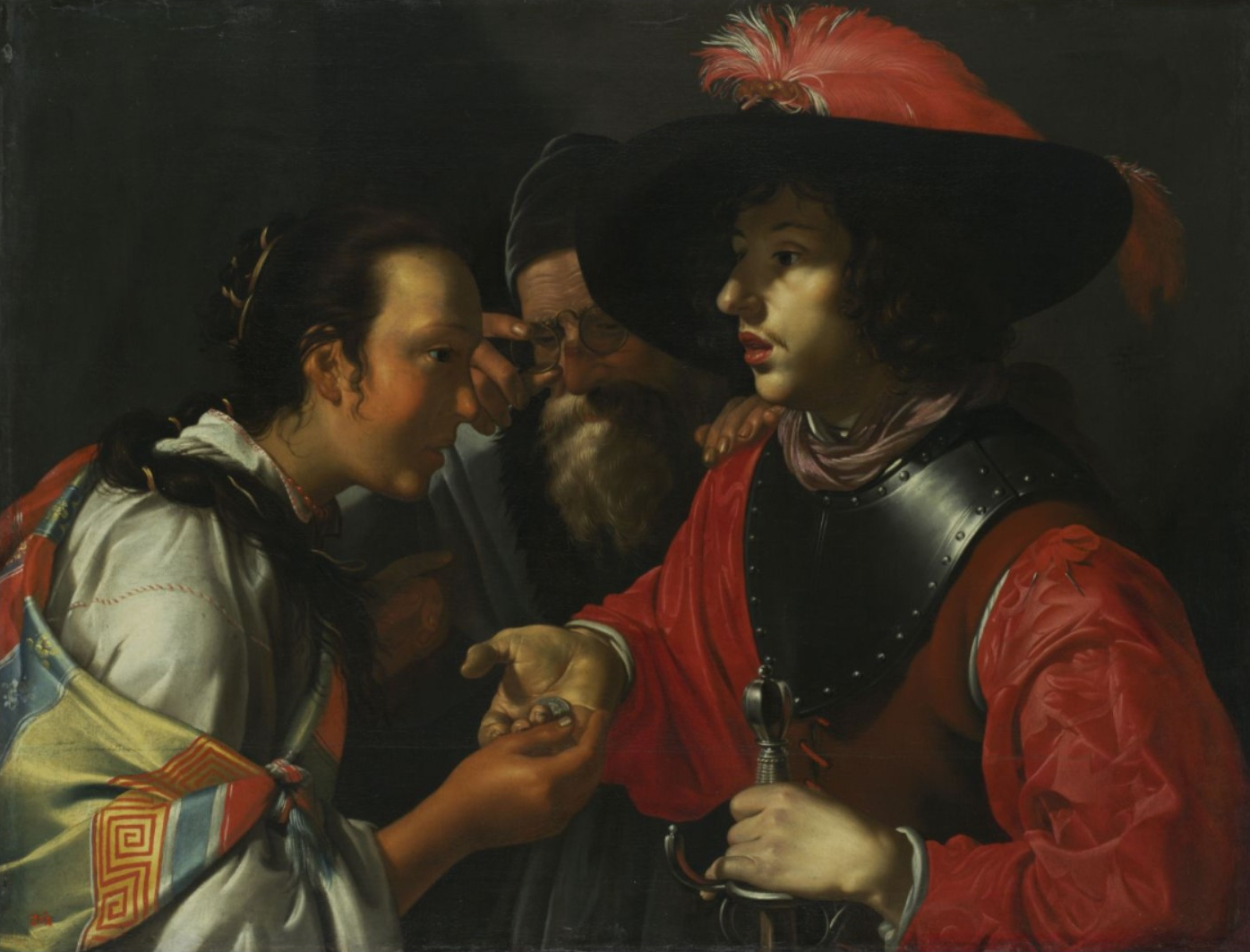
De handlezer

Simon Peter Tilman (Lemgo, 23 juli 1601 - Bremen, 1668) was een Duitse kunstschilder die bekend stond om zijn portretten, genrevoorstellingen, stillevens en historiestukken. Tijdens zijn verblijf in Italië onderging zijn werk de invloed van de Caravaggistische beweging zowel in uitgebeelde onderwerpen als stijl.

## Leven
Tilman was de zoon en leerling van Johann Tileman, een schilder aan het hof van Lippe. Simon trouwde met Clara Glandorp in Bremen. Na haar overlijden hertrouwde hij op 23 februari 1647 met Barbara de Herlin. Tilman was de vader van de schilderes Clara Tilman (1648-1698).
Tilman begon zijn carrière in Bremen, waar hij in 1623 verbleef. Gedurende de jaren 1625 tot 1632 reisde hij door de Noordelijke Nederlanden, het Rijnland, Bohemen en Italië. In Wenen zou hij volgens Houbraken een portret van keizer Ferdinand hebben geschilderd. Van 1633 tot 1646 werkte hij met tussenpozen in Utrecht. Gedurende deze periode werkte hij ook voor Christian IV van Denemarken. In 1646 vestigde hij zich opnieuw in Bremen, waar hij het jaar daarop trouwde met Barbara de Herlin. Hij bleef in Bremen tot zijn overlijden in 1668.

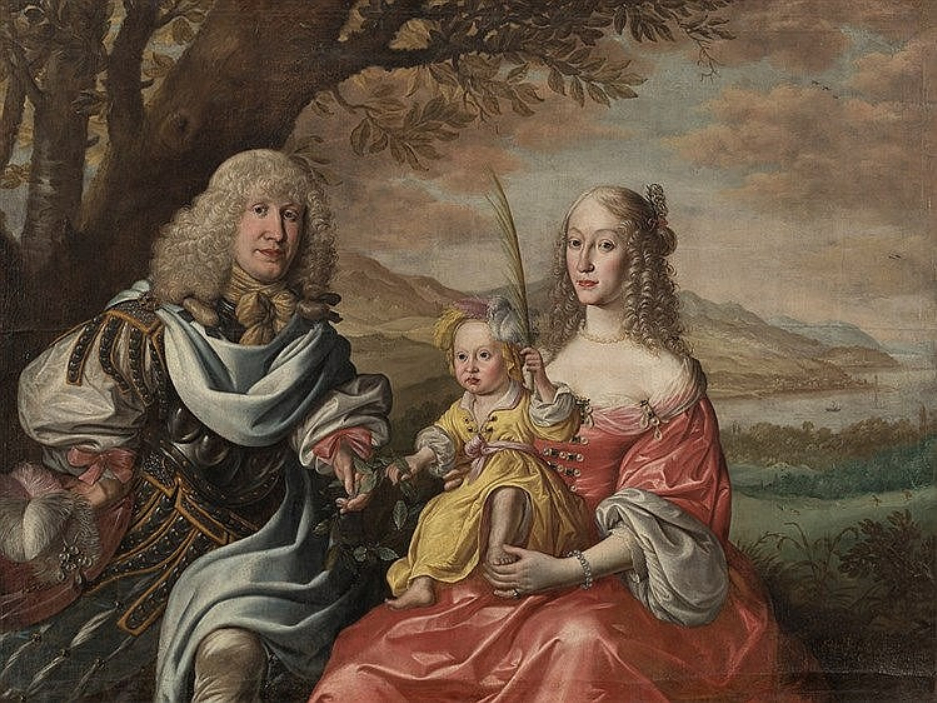
Familie portret

## Werk
Tilman stond bekend om zijn portretten, historiestukken en genrevoorstellingen, maar kreeg ook lof van Houbraken voor zijn bloemstillevens. Hij werd beïnvloed door kunstenaars als Ambrosius Bosschaert de Jonge en Jan Davidsz. de Heem.
Hij had invloed op Jacob Marrel en was de leraar van Wilhelm Ludolf Büsinck, Paulus van Paetz en zijn dochter Clara Tilman. Hoewel hij zijn schilderijen met "S.P. Tilman" signeerde, werd hij ook wel Simon Peter Schenck genoemd.
Tilman was een vertegenwoordiger van de Caravaggisten. 
- Biografisch Portaal: 08393756
- Gemeinsame Normdatei: 12378767X
- International Standard Name Identifier: 0000 0001 1781 0358
- KulturNav: f5355deb-a48e-41ed-b09f-2c7b48603300
- Nederlandse Thesaurus van Auteursnamen: 098213636
- RKD-Nederlands Instituut voor Kunstgeschiedenis: 77497
- Union List of Artist Names: 500011584
- Virtual International Authority File: 121625180
- WorldCat: E39PBJhX9FBjwF7PjP88MxrjG3